# Ptilinus acuminatus
Ptilinus acuminatus är en skalbaggsart som beskrevs av Thomas Casey 1898. Ptilinus acuminatus ingår i släktet Ptilinus och familjen trägnagare. Inga underarter finns listade i Catalogue of Life.